# Панасюк Яків Якович
Яків Якович Панасюк (нар. 8 серпня 1934, село Руде Село, Володарський район, Київська область — пом. 3 листопада 2021, м. Вінниця) — український науковець, доктор сільськогосподарських наук, фахівець із загального землеробства, доцент, автор підручників і посібників для студентів вищих навчальних закладів.

## Життєпис
Закінчив Білоцерківський сільськогосподарський інститут в 1958 році за спеціальністю «Агрохімія».
Трудову діяльність розпочав у 1958 році на посаді агронома колгоспу ім. Леніна в с. Руде Село. В 1962—1965 навчався в аспірантурі. 1970 році захистив дисертацію і здобув науковий ступінь кандидата сільськогосподарських наук.
Після закінчення аспірантури був направлений в Чернігівську обласну сільськогосподарську станцію на посаду завідувача відділу рільництва, старшого наукового співробітника.
В 1973 році був переведений у м. Вінниця в Український науково-дослідний інститут кормів та призначений на посаду старшого наукового співробітника відділу технології вирощування кормових культур. В 1981—1983 працював старшим науковим співробітником лабораторії селекції Науково-виробничого об'єднання по ефіро-олійних культурах та олії в с. Пултівці Жмеринський район, Вінницька область.
З 1983 по 2013 рік — доцент кафедри землеробства, ґрунтознавства та агрохімії Вінницького національного аграрного університету. В 1994 році захистив докторську дисертацію.

## Наукові праці
Автор понад 100 наукових робіт, навчальних посібників для студентів вищих навчальних закладів, серед яких:
1. Панасюк Я. Я. Методические рекомендации по использованию сидератов в севооборотах Полесья Черниговской области. – Чернигов: Обл. кн.. издательство, 1972. -
2. Панасюк Я. Я. Интенсивные специализированные обороты для хозяйств по производству молока и говядины (применительно к Лесостепи УССР). – Научное издание. – К.: Урожай, 1990.
3. Петриченко В.Ф., Панасюк Я.Я., Заболотний Г.М. та ін.. Сучасні системи землеробства України: Навчальний посібник. – Вінниця: Діло, 2006.
4. Петриченко В.Ф., Панасюк Я.Я. Сучасні системи землеробства України:  Навчальний посібник. – Вінниця: ФОП Данилюк В.Г., 2009. – 256 с.
5. В.Ф. Петриченко, Я.Я. Панасюк. Агробіологічні основи оптимізації сівозмін та їх продуктивність в Україні. Підруч. (для студ. вищ. навч. закл.) – Вінниця: ФОП Рогальська І. О., 2012.
6. Петриченко В.Ф., Панасюк Я.Я. Фактори підвищення ефективності добрив та їх практичне використання. Навчальний посібник. - Вінниця:  ФОП Данилюк В.Г., 2012.